# World of Final Fantasy
World of Final Fantasy (ワールド オブ ファイナルファンタジー?, Wārudo Obu Fainaru Fantajī) è un videogioco di ruolo alla giapponese, sviluppato da TOSE e Square Enix, e distribuito da quest'ultima. Il gioco è stato distribuito originariamente nell'ottobre del 2016 per PlayStation 4 e PlayStation Vita, successivamente su Microsoft Windows nel novembre del 2017.  Il gioco, pur non essendo un capitolo della saga principale, si lega alla serie Final Fantasy per la presenza di vari personaggi protagonisti dei capitoli principali (Personaggi di Final Fantasy), e per il ritorno ad un sistema di combattimento basato su quello che ha reso famosa la serie, l'ATB.
La storia di World of Final Fantasy vede come protagonisti i due fratelli gemelli, Lann e Reynn, che si risvegliano privi della propria memoria e intraprendono un viaggio nel mondo di Grymoire allo scopo di recuperarla. Grymoire è un mondo abitato dai Miraggi - mostri che possono essere catturati e comandati dai due protagonisti tramite il loro potere - e da due fazioni contrapposte: i Lilichini, che vede la presenza dei personaggi dei  Final Fantasy classici, e la Federazione Bahamut, la principale antagonista del gioco.
L'idea che sta alla base di World of Final Fantasy è quella di avvicinare il pubblico più giovane alla saga principale, tramite l'uso di temi più leggeri rispetto ai capitoli numerati della saga, di uno stile chibi, e di meccaniche di gioco simili a quelle di altre serie di videogiochi - il sistema di cattura dei Miraggi ricorda infatti il sistema di cattura della serie di videogiochi dei Pokémon.
Il gioco è stato annunciato per la prima volta durante l'Electronic Entertainment Expo 2015 come titolo celebrativo per il trentesimo anniversario della saga.
Una versione migliorata chiamata World of Final Fantasy: Maxima è stata rilasciata il 6 novembre 2018 in multipiattaforma.

## Trama

### Ambientazione
Il mondo di gioco è formato dal Parco Nove Colli, la zona dove inizia il gioco, e da Grymoire, un mondo composto da diverse ambientazioni prese dai capitoli principali della saga, come Nibelheim (Final Fantasy VII) e Cornelia (Final Fantasy), e da zone completamente nuove inventate per il titolo. Gli esseri provenienti da Grymoire sono i minuscoli Lilichini e i Miraggi, i mostri di questo mondo; tutti gli altri esseri di statura normale vengono chiamati Jiganti.

### Personaggi
I due personaggi principali, Lann e Reynn, sono anche gli unici due giocabili nel gioco, entrambi hanno un guanto magico in un braccio - sinistro per Lann, destro per Reynn - che permette loro la cattura e l’uso in battaglia dei Miraggi. Sono gli unici personaggi capaci di viaggiare tra il Parco Nove Colli e Grymoire, e inoltre hanno la capacità, anch’essa unica, di cambiare a piacimento la loro forma da Jigante a Lilichina.
I due gemelli sono introdotti a Grymoire da Enna Kros, autoproclamatasi essa stessa una dea, che affida loro anche una guida per questo nuovo mondo: Tama, una piccola volpe a nove code. Enna Kros rivela poi ai due gemelli l’identità della loro madre, Lusse Fama, che sembra aver salvato il mondo un centinaio di anni prima rispetto agli eventi di gioco.
La Federazione Bahamut, principale antagonista del gioco, è guidata da Re Brandelis che ha come sottoposti il Cavaliere Piumato e il Cavaliere d’oro, insieme alla miriade di Miraggi sotto il suo controllo.
Gli abitanti indigeni di Grymoire provengono dai 13 capitoli principali della saga presenti al momento dell’uscita del gioco. Sono presenti nel gioco:
- Il Guerriero della luce e la Principessa Sara (Final Fantasy);
- Refia (Final Fantasy III);
- Rydia (Final Fantasy IV);
- Bartz Klauzer, Gilgamesh e Faris Scherwiz (Final Fantasy V);
- Terra Branford, Edgar Roni Figaro e Celes Chère (Final Fantasy VI);
- Cloud Strife, Tifa Lockhart (Final Fantasy VII) e Shelke (Dirge of Cerberus: Final Fantasy VII);
- Squall Leonhart e Quistis Trepe (Final Fantasy VIII);
- Vivi Ornitier e Eiko Carol (Final Fantasy IX);
- Rikku, Tidus e Yuna (Final Fantasy X);
- Shantotto (Final Fantasy XI);
- Lightning e Snow Villiers (Final Fantasy XIII);
- Sherlotta (Final Fantasy Crystal Chronicles: Echoes of Time).

Successivamente sono stati aggiunti tramite contenuto scaricabile Sephiroth (Final Fantasy VII), Balthier (Final Fantasy XII) e Sora (Kingdom Hearts).

### Storia
I due protagonisti si risvegliano privi della propria memoria in un mondo deserto, chiamato Parco Nove Colli, e vengono accolti da Enna Kros - la Dea di quel luogo - che rivela loro la chiave per recuperare i ricordi perduti: recarsi nel mondo di Grymoire e catturare quanti più Miraggi possibili con lo scopo di avere indietro la loro vecchia forza, insieme ai ricordi persi. Enna Kros affida loro anche una guida: la piccola volpe Tama, che possiede il potere di tornare indietro nel tempo nel caso in cui i fratelli venissero sconfitti in battaglia.
Dopo essere entrati in Grymoire e aver catturato i primi Miraggi, i due gemelli si ritrovano nel regno di Cornelia che nel frattempo subisce l’attacco della Federazione Bahamut e, salvano la principessa Sara (Final Fantasy) proprio nel momento in cui quest’ultima sta per cadere per mano di un soldato della Federazione; ma un potere misterioso uscito dai guanti dei due gemelli si riversa in un soldato di Cornelia che viene rivelato come il Guerriero della Luce (Final Fantasy). Dopo aver sconfitto tutti i soldati della Federazione i due gemelli in compagnia di Tama vengono ricevuti dalla Principessa, che li ringrazia per l’aiuto ricevuto in battaglia e li mette al corrente di una profezia che potrebbe riguardarli, la Profezia celeste, che li designa come gli unici in grado di decidere il destino di Grymoire.
Successivamente i due fratelli si dirigono a Nord, verso una città chiamata Saronia (Final Fantasy III), che da anni resiste alle offensive della Federazione grazie all’aiuto di una organizzazione di resistenza chiamata "Lega S”. Per raggiungere Saronia, Lann e Reynn devono però prima attraversare due diverse zone: la Selva dei Lunioli e i Picchi Gelidi.
Nella Selva dei Lunioli i due gemelli trovano l’invocatrice Yuna (Final Fantasy X) che dopo averli scambiati per membri della Federazione Bahamut - e avendoli di conseguenza sfidati - riconosce che il potere dei gemelli è molto simile a quello della loro madre Lusse Farna, e racconta come la madre abbia salvato Grymoire cento anni prima ma anche come dopo questi eventi si siano perse completamente le tracce della donna.
Arrivati ai Picchi Gelidi i due gemelli trovano il rifugio Sherlotta (Final Fantasy Crystal Chronicles: Echoes of Time) che prende il nome dalla proprietaria del locale; qui trovano pure Refia (Final Fantasy III) che è rimasta bloccata a causa della massiva presenza di Miraggi nel luogo. Dopo aver liberato il passaggio i due gemelli si recano insieme a Refia nella città di Saronia, che è governata dallo zio della ragazza.
Arrivati a palazzo, Refia nota qualcosa di strano nello zio, che si rivela poi essere un soldato della Federazione Bahamut. Sconfitto il soldato, il gruppo viene raggiunto da uno dei seguaci più forti di re Brandelis, il Cavaliere d’oro Segwarides, e riesce a fuggire solo grazie all’intervento di Sherlotta; quest’ultima dona loro un monocolo magico che mostra la presenza nella città di un'enorme catena che si alza verso il cielo, di cui però non riescono a scorgere la fine.
Seguendo il consiglio di Refia, il gruppo cerca un modo per andare verso i Marbassi recandosi al porto di Saronia. Qui trovano la piratessa Faris (‘’Final Fantasy V’’) che rivela loro una nuova parte della profezia che parla del recupero di quattro chiavi per percorrere una Torre di Cristallo che sale fino al cielo.
Allo scopo di raggiungere i Marbassi, Faris presenta ai gemelli Quistis (Final Fantasy VIII) l’unica persona con un mezzo adatto a raggiungere il posto; dopo essere salpati sull’imbarcazione, Lann e Reynn capiscono a loro spese che per raggiungere i Marbassi devono letteralmente fare un tuffo nel vuoto.
Raggiunti i Marbassi da svenuti, i componenti del gruppo si risvegliano in riva al mare dove trovano una tartarughina maltrattata da due Miraggi; dopo averla soccorsa vengono ringraziati da un enorme Adamanthart che si propone come mezzo di trasporto per i due ragazzi. Salpati alla volta di Babil, luogo dove si trova la prima delle quattro chiavi, ma incerti su quale direzione prendere, durante la navigazione i gemelli soccorrono Rikku (Final Fantasy X),  la cui imbarcazione è affondata in seguito all’attacco di un Miraggio; dopo aver ringraziato i fratelli e Adamanthart per l'aiuto ricevuto, Rikku rivela l’esatta posizione di Babil al gruppo che si dirige immediatamente in quella direzione.
Arrivati a Babil il gruppo si imbatte in una zona di montagna piena di draghi, chiamata Cicatrici del Drago; in questo luogo vengono salvati da Tifa (Final Fantasy VII) che invita i ragazzi a raggiungerla nella città di Nibelheim.
Raggiunta la città, incontrano la loro nuova alleata alla quale spiegano la propria situazione, vengono indirizzati verso un'invocatrice presente in città, Rydia (Final Fantasy IV), anch’essa alla ricerca della chiave; la nuova arrivata all’inizio appare diffidente nei confronti dei gemelli, ma si ricrede dopo che questi ultimi dichiarano di essere alla ricerca della loro madre, Lusse Farna, e si offre come accompagnatrice per i ragazzi.
Il nuovo gruppo si dirige quindi verso la Settima Valle, una caverna completamente infuocata con un pavimento di lava. Rydia, non particolarmente felice di essere in un luogo così pieno di fiamme a causa di un trauma infantile, libera ai ragazzi il passaggio - che era stato bloccato da un vortice di fuoco - e ritorna a Nibelheim. Trovata la chiave i due gemelli vengono attaccati da Leviatano - evocato dal Cavaliere Piumato che ha intanto rapito Rydia - che fa sprofondare i ragazzi in un vortice d’acqua.
Risvegliatisi nelle Paludi Ventose, i gemelli aiutano un rospo a tornare alla sua forma originale. Il rospo si rivela poi essere Snow (Final Fantasy XIII); il nuovo personaggio usa il potere della sua evocazione per creare un passaggio per il gruppo, dopo essere stato aiutato a sconfiggere un enorme Budino dorato che bloccava la strada.
Continuando la ricerca delle chiavi il gruppo si ritrova in una zona desertica, ma armato di strumenti per superare il calore da una carovana lì presente, si introduce nel Deserto Fantasma. Alla fine di questa zona i due gemelli vengono attaccati da tre vermi delle sabbie, ma in loro soccorso accorre subito Lightning (Final Fantasy XIII) che consiglia loro di ritornare alla carovana il prima possibile per evitare altri attacchi.
Una volta tornati alla carovana i due gemelli scoprono i versi della profezia che parlano dei luoghi dove sono nascoste le 3 chiavi rimanenti, ma, troppo stanchi per continuare la ricerca, i due decidono di riposare. Il giorno seguente, il gruppo si risveglia in seguito al rumore causato dall’emersione di un castello dalla sabbia, dal quale fa capolino una catena che viene dal cielo, che fa capire dunque l’appartenenza dell'edificio e dei suoi abitanti alla Federazione Bahamut. Dal castello arrivano dei soldati insieme al Cavaliere Piumato e Edgar (Final Fantasy VI), che circondano subito il gruppo privo di forze a causa di un veleno somministrato loro la sera prima da una donna facente parte della carovana. Quando i gemelli cercano di usare i loro Miraggi per contrattaccare, notano che i loro poteri sono bloccati da un'energia esterna; rimanendo così indifesi, Lann e Reynn vengono catturati da Edgar.
Risvegliatisi ancora privi dei propri poteri all’interno della prigione del castello, i protagonisti tentano di fuggire ma vengono bloccati da un blindato Magitek che sta quasi per sopraffarli. Interviene però Squall (Final Fantasy VIII) che indebolisce il blindato e permette ai due fratelli di catturarlo usando uno scrignomatico: uno strumento che ha un funzionamento simile ai prismi usati per catturare i Miraggi, ma adatto appunto a catturare le macchine. Squall spiega a Lann e Reynn di far parte della Lega S, che a mandarlo a soccorrerli è stata Quistis, che Edgar sta cercando di aiutarli, ma non può farlo apertamente perché controllato a vista dalla Federazione, e che li ha rinchiusi in quel luogo perché è il modo più veloce per sbarazzarsi della catena della Federazione, attivando l’energia Mako. Il gruppo si dirige quindi verso il reattore Mako, ma quando vengono bloccati da molti blindati Magitek Squall decide di affrontarli da solo, permettendo così ai gemelli di continuare la missione.
Arrivati al reattore Mako, i due fratelli trovano Shelke (Dirge of Cerberus: Final Fantasy VII) che li mette alla prova e poi li libera dal Contrattek, la magia che impediva loro di usare i Miraggi. Recuperati Tama e i Miraggi, il gruppo insieme a Shelke continua la missione e si dirige verso il reattore Mako, dove trova una schiera di maghi neri capitanati da Vivi (Final Fantasy IX) che si trova però sotto controllo mentale, il quale viene sciolto una volta che il piccolo esercito viene sconfitto; riacquistato il controllo di sé, Vivi offre il suo aiuto ai protagonisti e attiva il reattore insieme alle sue copie, liberando così il castello dal controllo della Federazione.
Dopo aver chiarito la situazione con Edgar che rivela la posizione di una delle chiavi, Vivi offre ai due gemelli la chiave della Terra, una delle chiavi della leggenda. Il gruppo si dirige quindi al Ponte Magno, che permette loro di raggiungere il luogo dove è nascosta una delle chiavi della Profezia.
Arrivati al Ponte Magno, Lann e Reynn trovano l’invocatrice Eiko (Final Fantasy IX), la Custode del Ponte, che spiega loro la vera natura dell’oggetto; in realtà il Ponte Magno è il grande Miraggio Alexander, evocato misteriosamente anni prima, che può essere custodito solo da un’invocatrice. Eiko attiva la piattaforma che permette ai due fratelli di attraversare velocemente il ponte, ma viene attaccata e catturata dal Cavaliere Piumato, fermando così la piattaforma e obbligando i protagonisti a proseguire a piedi.
Durante il percorso i gemelli aiutano Bartz (Final Fantasy V) a sconfiggere Gilgamesh (Final Fantasy V).
Lann e Reynn arrivano così nella regione di Notteternia e si recano presso la Bibliopoli degli Antichi, una città interamente costruita da libri che notano essere sotto il controllo della Federazione Bahamut, e vengono subito attaccati da quelli che sembrano vampiri. In loro soccorso sopraggiunge Cloud (Final Fantasy VII), che li guida successivamente verso la Biblioteca degli Antichi, l’unico posto al sicuro dai vampiri; nella Biblioteca il gruppo fa la conoscenza di Celes (Final Fantasy VI) che protegge la città dalle crisi di Cid, un automa dotato di un'anima umana, che ha dedicato la sua esistenza alla conoscenza ma ogni tanto perde il controllo di sé distruggendo tutto quello che gli sta intorno. Lann e Reynn apprendono così dai nuovi arrivati che la città è stata conquistata dalla Federazione da un giorno all’altro, e che dopo quell’evento in città sono comparsi i primi vampiri. Per fermare l’epidemia è però necessario neutralizzare l’Archevampiro, ossia il vampiro dalla quale si è originata la piaga.
I due fratelli si dirigono così verso nord, al cimitero dei treni miraggio abbandonati; trovato l’Archevampiro, i due protagonisti riescono a sconfiggerlo, ma il nemico si rivela immortale e nello stesso momento Reynn, che precedentemente era stata morsa, si trasforma in vampira. Cloud però, avvisato da Cid che per sconfiggere un vampiro bisogna pugnalarlo con un paletto di legno più vecchio del vampiro stesso, si reca subito da Lann con il paletto e arriva al momento giusto, evitando così una brutta fine per i gemelli. Distruggendo l’Archevampiro, i protagonisti trovano la terza chiave della Profezia e si recano da Cid, che ha trovato intanto informazioni sul luogo dove si trova l’ultima chiave della profezia. Seguendo il consiglio di Cid, Lann e Reynn si dirigono verso Besaid che si trova però nel continente superiore rispetto a quello in cui si trovano in quel momento.
Una volta arrivati a Besaid, i due gemelli si dirigono verso il negozio di una maga per cercare informazioni sul tempio sotterraneo dove si trova la chiave e su un metodo per restare sott’acqua per molto tempo. La Maga si rivela essere Shantotto (Final Fantasy XI), che fa un maleficio ad entrambi permettendo loro di respirare sott’acqua, ma non in superficie; affida quindi i due fratelli svenuti a Tidus (Final Fantasy X) che li conduce al tempio, avvisandoli però che non potranno tornare alla normalità finché non recupereranno per Shantotto un rubino quacchio, che serve a pagare l’antidoto alla maledizione.
Arrivati al tempio, Lann e Reynn si scontrano con la Regina dei Quacchi, che fa nascere dalle sue lacrime i rubini quacchi; dopo essere stata sconfitta dai gemelli, la Regina decide di attaccare il re Tomberry presente in una caverna sotto il tempio ma viene subito sconfitta. In suo soccorso arrivano i protagonisti, che, una volta sconfitto il re Tomberry, recuperano l’ultima chiave e tornano da Tidus per recuperare l’antidoto.
Una volta in superficie, Lann e Reynn trovano ad aspettarli l’invocatrice Yuna, che li accusa della scomparsa di Rydia ed Eiko. Una volta chiarita la loro innocenza, Yuna viene rapita dal Cavaliere Piumato, e Tidus scatta subito all’inseguimento; intanto le quattro chiavi della profezia si attivano, creando una scalinata di luce.
Percorsa la scalinata, i due protagonisti si ritrovano in un Parco Nove Colli molto diverso da quello a cui erano abituati; quello che si trovano davanti è infatti semidistrutto e più oscuro rispetto a quello che conoscevano. Vengono però attaccati dall’invocatrice Terra (Final Fantasy VI) che sembra controllata da una forza esterna; una volta sconfitta l’invocatrice, i due gemelli proseguono verso la torre di cristallo, e Terra viene rapita dal Cavaliere d’Oro Segwarides. Scalata la torre, Lann e Reynn trovano un portale bloccato da 4 diversi sigilli, che sciolgono sconfiggendo i miraggi appartenenti ai 4 elementi rappresentati dal portale.
Aperto il portale, i due gemelli si ritrovano davanti a un enorme portale sospeso nel cielo che aspetta di essere attivato, e sopra di esso un prisma contenente una persona; a difesa di questo nuovo portale i protagonisti trovano Brandelis.
Sconfitto il re della Federazione Bahamut, appare una ragazza mascherata che spiega ai gemelli il modo in cui liberare la madre rinchiusa nel prisma: attivando il portale.
Una volta attivato il portale, l’illusione ordita dalla Federazione viene annullata, e la realtà appare davanti agli occhi dei due gemelli: la donna rinchiusa dentro il prisma è la loro amica d’infanzia Hauyn, e il Portale Ultima usa l’energia delle invocatrici per permettere il passaggio di un’armata di Cognibot provenienti da un altro mondo. In preda al panico i gemelli non sanno cosa fare per salvare la situazione, ma in loro soccorso arrivano quelli che sono ormai i campioni di Grymoire: Tidus, Cloud, Squall e Lightning. I campioni liberano le invocatrici e scappano verso una nave volante guidata da Quistis; una volta scappati dai Cognibot, Quistis conduce la nave verso la base della Lega S, il Garden di Balamb.
Dopo aver portato i feriti in infermeria, i due gemelli tornano al Parco Nove Colli alla ricerca di Tama, che dopo l’arrivo al Garden di Balamb era scomparso. Dopo averlo trovato, scoprono che la piccola volpe ha capito la vera identità della Federazione Bahamut: i Cavalieri Ex9, un Ordine che ha il solo scopo di portare distruzione e caos in tutti i mondi a cui ha accesso.
Reynn capisce quindi che lei e il fratello sono stati usati dai cavalieri, e che per colpa loro Grymoire rischia la distruzione. Non sapendo esattamente cosa fare per rimediare, i due protagonisti decidono di ritornare a Balamb per aspettare il risveglio di Hauyn, per saperne di più.
Una volta arrivati scoprono che Hauyn è sveglia, e aspetta di parlare con loro. La ragazza capisce che i due gemelli non hanno ripreso la memoria, ma non ha comunque intenzione di aiutarli a recuperare i ricordi perduti. Quando i ragazzi provano a insistere, Hauyn perde la pazienza e si lascia sfuggire che i genitori dei due ragazzi, Lady Lusse e Lord Rorrik, sono ancora vivi e loro - i gemelli - lo sanno; prima di scappare via per cercare di salvare i genitori dei ragazzi, intima comunque ai protagonisti di allontanarsi da Grymoire visti i danni che hanno provocato a questo mondo.
Lann e Reynn decidono dunque di girare il mondo cercando un modo per neutralizzare i Cognibot che attaccano le città visitate dai due in vari momenti del loro viaggio. Dalla sala da tè della ragazza senza nome, una misteriosa entità che controlla lo scorrere del tempo, i due ragazzi aiutano i vari alleati in difficoltà nei vari paesi combattendo insieme a loro.
Finito il loro compito, i due fratelli vengono contattati da Quistis, che li informa di aver trovato la posizione di Re Bahamut e dei suoi sottoposti: all’altro capo delle catene che legano le città controllate dalla Federazione. Per raggiungerli devono però prima cercare la cattedrale in una delle città sotto il controllo della Federazione.
Arrivati in una di queste cattedrali, Lann e Reynn scoprono il vero scopo delle catene: esse servono infatti alla raccolta delle anime della gente di Grymoire, con il fine ultimo di creare un cristallo dall’energia praticamente infinita. Nella cattedrale i due fratelli trovano Shelke, che rivela loro di essere stata quasi trasformata in cristallo, scappata solo per un guasto del sistema; solo grazie alla sua fuga e alle sue informazioni si deve la nascita della Lega S.
Pronti a sfidare il Re Bahamut, Lann e Reynn usano la catena, e arrivati al castello Ex9 appena in tempo, trovano e salvano Hauyn che sta per essere sconfitta dai sottoposti di Brandelis. Sconfitti dai gemelli, i due sottoposti riacquistano le proprie sembianze originarie; essi si rivelano essere infatti i genitori dei protagonisti, che una volta visto il volto della madre riacquistano tutti i ricordi perduti. Ricordano che la loro superbia, unita alla loro ignoranza, ha portato la madre a perdere gradualmente i poteri; i due gemelli ricordano di come sempre in preda alla superbia abbiano aperto il portale - non prima di aver rinchiuso Hauyn nel prisma -, e portato Brandelis su Grymoire, che ha poi trasformato i genitori dei protagonisti nei suoi sottoposti. Il fiume di ricordi viene interrotto dall’arrivo di Brandelis stesso, che uccide Hauyn e i genitori dei ragazzi. In preda alla furia, i due protagonisti attaccano Re Brandelis, ma capiscono molto presto di non poterlo sopraffare; in preda al senso di colpa, Lann si scaglia con tutto il suo potere contro Brandelis, e riesce a bloccarlo in un prisma, a costo però della sua stessa esistenza.
Completamente sotto shock a causa della perdita del fratello, Reynn viene guidata da Tama al Parco Nove Colli presente a Grymoire; la piccola volpe nota che Reynn ha ormai perso la voglia di vivere e combattere, e visto che l’esercito di Cognibot è sul punto di attaccarli, rivela la sua vera forma: Tama è infatti una Volpe a Nove Code. Dopo aver fatto riprendere coscienza di sé alla ragazza, dona le sue vite per fare in modo che Reynn torni indietro nel tempo mantenendo però al tempo stesso tutti i ricordi.
Una volta tornata nel passato, Reynn convince il fratello che quella non è la strada da seguire. Decisi a seguire le parole di Enna Kros, i due protagonisti vanno alla ricerca dei MegaMiraggi che sono stati liberati dalla ricerca delle chiavi della Profezia. Dopo averli raccolti si recano al Portale Ultima per attuare il piano finale: attivare il portale in maniera che assorba i Cognibot e Brandelis.
Una volta attivato il rituale, il gruppo viene attaccato dai sottoposti di Brandelis; sapendo a cosa vanno incontro, i due gemelli sconfiggono i genitori, che possono finalmente riposare in pace.
Nel mentre però, Brandelis fa la sua comparsa, e sfida i due gemelli, che riescono a sopraffarlo chiudendolo in un prisma, permettendo così alle invocatrici di finire il rituale e attivare il portale. Una volta assorbiti i Cognibot, è il turno di Brandelis, che cerca di portare con sé Hauyn, che tuttavia viene salvata grazie all’intervento di Lann e Reynn.
I due protagonisti sanno però che per far sparire il Portale Ultima da Grymoire - in modo da scongiurare altri pericoli - l’unico modo è quello di venir assorbiti dal portale stesso, ma decidono comunque di assecondare il proprio destino facendosi appunto risucchiare all'interno del portale, non prima di aver detto addio agli amici incontrati nel corso della loro avventura.
Mentre Hauyn sta per lasciare il luogo dello scontro, riceve come ringraziamento da parte di Enna Kros due prismi dal quale provengono le voci di Lann e Reynn, che discutono su quanto sia triste dover dire addio agli amici per poi rendersi conto di poterli rivedere dopo poco tempo.

## Modalità di gioco
Il videogioco permette al giocatore di muoversi nel mondo di Grymoire usando a scelta uno dei due fratelli, che possono cambiare forma (Lilichina o Jigante) tramite la pressione di una combinazione di tasti. Inizialmente i giocatori possono viaggiare solo tra due diverse ambientazioni: il Parco Nove Colli e un’altra che dipende dal punto della storia in cui si è arrivati, ma come nei Final Fantasy più vecchi, nella parte finale del gioco la mappa può essere esplorata a piacimento.
Ritornare al Parco Nove Colli è un modo per organizzare i Miraggi catturati in Grymoire e interagire con i Campioni in maniera da ottenere il loro aiuto in battaglia; in caso di sconfitta il giocatore viene riportato al Parco, al costo però di una delle 9 vite di Tama. Se si viene sconfitti mentre Tama è a corto di vite oppure ci si trova dentro una delle zone di influenza del boss, appare la schermata di Game Over. È possibile recuperare le vite di Tama lasciandolo riposare al Parco Nove Colli.
Le mappe di gioco esplorabili variano dalle caverne alle profondità marine, e in certi casi vengono utilizzati nomi di città o località già visti in altri capitoli della saga. Inoltre ci sono riferimenti continui agli eventi più iconici della serie nei dialoghi con i personaggi non giocanti, tra i protagonisti stessi e anche nelle descrizioni di vari miraggi.

### Miraggi
Lann e Reynn non possiedono un equipaggiamento intercambiabile e non hanno un sistema di crescita delle abilità, infatti le loro statistiche cambiano unicamente salendo di livello.
I Miraggi al contrario hanno un sistema di crescita tramite PA (Punti Abilità), che permette di ottenere statistiche bonus e abilità uniche per ogni Miraggio; questo sistema permette inoltre di far evolvere i mostri tramite la Trasfigurazione, che richiede però il superamento di certi requisiti come l'ottenimento di un determinato ricordo o il livello del Miraggio stesso.
I Miraggi si dividono in 4 categorie differenziate in base alla loro misura: S, M, L e Mega. Queste categorie sono indispensabili per il sistema di combattimento, durante i quali i personaggi sono impilati in pile formate con i Miraggi: nella loro versione lilichina Lann e Reynn fanno parte della categoria M, mentre nella versione jigante appartengono alla L.
I MegaMiraggi possono essere richiamati dal giocatore, unendo i poteri dei due protagonisti, ma togliendo dal campo i Miraggi precedentemente evocati. I Campioni di Grymoire sono evocabili dopo averne sbloccato la medaglia durante la storia.
Per catturare un Miraggio bisogna prima indebolirlo oppure soddisfare una determinata condizione, come ad esempio usare una determinata magia su di esso.

### Sistema di combattimento
Il sistema si basa sull’ATB, il sistema classico della saga di Final Fantasy, ma attraverso i Miraggi acquisisce un'identità ben definita nel panorama della saga.
Il giocatore utilizza i Miraggi disponendoli in pile composte da 3 elementi, uno per ogni taglia. Queste pile possono essere scomposte a seconda delle necessità, ma possono anche essere fatte crollare dai nemici; i mostri stessi possono essere trovati in pile durante gli scontri nella mappa di gioco. Le pile sommano di fatto le statistiche delle varie parti, aumentando o diminuendo le resistenze in base a quelle della parti della pila.
Quando si evoca un campione, si utilizzano le stelle guadagnate nel corso delle missioni dedicate ai campioni; ogni campione ha una sua mossa personale che fa danno ai nemici e conferisce allo stesso tempo un vantaggio agli alleati, come la cura dagli stati alterati o un aumento momentaneo delle statistiche.

## Sviluppo
Il concept iniziale di World of Final Fantasy è stato ideato da Shinji Hashimoto, già produttore di diversi giochi della serie, e da un membro dello staff di Square Enix, Hiroki Chiba, che è noto per aver lavorato a giochi dai toni molto cupi e non adatti a un pubblico giovane. Il concept di questo gioco ha come scopo fondamentale quello di far conoscere il marchio Final Fantasy al pubblico più giovane.
Lo scenario è stato scritto da Chiba, che ha mantenuto i toni dei dialoghi molto leggeri e comici in modo da attirare pubblico giovane; i personaggi dei giochi della saga principale più famosi e quelli meno conosciuti (ad esempio Cloud ed Eiko) convivono nella storia di World of Final Fantasy perché sono adatti alla storia del gioco, e non vengono presi in base alla fama ottenuta dalla serie nel corso degli anni, dimostrando così di essere un titolo capace di attirare anche i più nostalgici.
Il design “chibi” dei personaggi è stato realizzato da Yasuhisa Izumisawa, che si è ispirato ai disegni realizzati per il videogioco per mobile Pictlogica Final Fantasy, un gioco alla quale ha collaborato Chiba stesso in qualità di sceneggiatore; questo design molto stilizzato è stato scelto soprattutto per apparire “carino” agli occhi del pubblico, andando così in contrasto con l’iperrealismo che la serie principale offre negli ultimi capitoli. I personaggi di grandezza umana sono stati realizzati invece da Tetsuya Nomura, con lo scopo di attirare i giocatori veterani della serie grazie alla sua fama. Nomura fu chiamato spesso da Chiba durante lo sviluppo del gioco per consulti riguardo al modellamento e alle animazioni dei vari personaggi della storia.
Il design del gameplay è stato modellato su quello dei giochi più famosi della saga, il sistema di combattimento è infatti molto simile a quello di Final Fantasy X. Il sistema di pile fu ispirato da Hashimoto, che, creata un'illustrazione che vedeva le 3 classi di gioco impilate sopra un blindato Magitek, la mostrò a Chiba che ebbe l’idea di usare la meccanica delle pile come base del gameplay.

### Colonna sonora
La colonna sonora di World of Final Fantasy è stata composta e arrangiata da Masashi Hamauzu, già conosciuto per Final Fantasy XIII; il suo lavoro, oltre quello di scrivere le oltre cento tracce del gioco, è stato quello di comporre nuovi arrangiamenti delle colonne sonore classiche della serie.
Il gioco possiede inoltre - in stile anime -, una sigla iniziale e una finale; entrambe sono state scritte da Ryo Yamazaki e cantate da vari membri del cast di doppiatori.

## Distribuzione
Il gioco fu rivelato all’Electronic Entertainment Expo del 2015, subito prima della rivelazione del remake di Final Fantasy VII su console di nuova generazione; il titolo è inteso principalmente come videogioco celebrativo dei 30 anni di esistenza della serie.
La decisione riguardo alla distribuzione mondiale del gioco è stata presa nelle fasi iniziali di sviluppo, vista la volontà di Chiba di portare questo titolo a tutti gli amanti della serie nel mondo.
Il titolo è uscito nell’ottobre del 2016: il 25 ottobre in Nord America, il 27 in Giappone e il 28 in Europa.
Il 3 novembre del 2017 è stata annunciata l’uscita per Pc Windows tramite Steam, avvenuta poi il 21 dello stesso mese.